# 函館市タクシー運転手強盗殺人事件
函館市タクシー運転手強盗殺人事件（はこだてしタクシーうんてんしゅごうとうさつじんじけん）は、2006年12月に北海道函館市で発生した、強盗殺人・死体遺棄事件。犯人は現在もまだ逮捕されておらず、未解決となっている。捜査特別報奨金制度対象事件。

## 概要
2006年12月21日午前7時15分頃、函館市港町3丁目にある、港町荷揚場に乗り捨てられているA交通のタクシー（トヨタ・コンフォート）が発見され、トランク内からうつ伏せの状態で同社のタクシー運転手の男性（当時42歳）の遺体が見つかった。遺体には頭や胸に刃物で刺された刺し傷があり、タクシー内にあった売上金2万円程がなくなっていた。一方、亀田郡七飯町字峠下の路上に大量の血痕があると110番通報が入ったため、函館中央警察署員が駆けつけたところ、真っ二つに折られた被害者の携帯電話と自家用車の鍵を発見した。

## 事件の経過
- 12月21日[8][14]
  - 午前3時50分頃 - 被害者が勤めるA交通の営業所（北斗市七重浜1丁目）付近で客を乗せ、国道227号線（大野街道）を亀田郡七飯町方向に走行（走行記録もある）[13]。
  - 午前4時5分頃 - 亀田郡七飯町字仁山付近で空車[15]。その後亀田郡七飯町字峠下など周辺を走行。
  - 午前4時15分頃 - 亀田郡七飯町字峠下102番地で停車[3]。
  - 午前4時25分頃 - 亀田郡七飯町字峠下102番地から国道227号線や国道228号線を経て函館市内を走行[16]。
  - 午前4時55分頃 - 函館市港町3丁目で停止[15]。
  - 午前7時10分頃 - 交代予定の午前6時半になっても被害者が戻ってこないため、同僚数名がタクシーで捜索[17]。GPS（衛星利用測位システム）から位置を確認し、車両を発見した[17]。
  - 午前7時25分頃 - 配車係を通じて110番通報[17]。

## 捜査経過
北海道警察は現場の状況から強盗殺人・死体遺棄事件と断定。函館西警察署に函館中央警察署との合同捜査本部を設置して150人体制で捜査を開始した。
男性のタクシーの走行記録を調べたところ、最後に客を乗せた後に亀田郡七飯町字峠下にて停車した後に発見現場まで向かった事が判明した。また、停車地点付近を調べた所、被害者の血痕や携帯電話が見つかったことやDNA型鑑定の結果から、峠下を殺害現場と断定した。
合同捜査本部がさらに捜査を進めたところ、運転日報が持ち去られていたことが判明した。また、被害者が最後に客を乗せた時刻が午前3時24分以降と判明したため、合同捜査本部は最後の客が被害者を殺害し、売上金を奪うと同時に特定を防ぐために運転日報を持ち去ったと見て怨恨と強盗目的の両面で捜査をしている。

## その後
被害者の父親は事件で息子を失った事から不眠症になったという。